# Gerolf Van de Perre
Gerolf Van de Perre, né le 11 mars 1965 à Mont-Saint-Amand (province de Flandre-Orientale), est un peintre, auteur de bande dessinée et enseignant belge néerlandophone. Il fait partie de la nouvelle vague des romanciers graphiques flamands apparue au début des années 2000.

## Biographie
Gerolf Van de Perre naît le 11 mars 1965 à Mont-Saint-Amand. Il est le fils du peintre Harold Van de Perre (nl). Il grandit à Dendermonde. Il a une passion pour lier la peinture à la littérature ou à l’histoire.
Il suit une formation en peinture à l'Institut Saint-Luc de Gand. Puis, il devient professeur dans cette académie. Entre 1999 et 2001, Van de Perre séjourne à Pékin où il commence à travailler sur sa première bande dessinée, Steenstof. Ému par les conditions de vie qu'il y observe, il commence à travailler sur cet album de bandes dessinées peintes, publié chez Oogachtend en 2003. Il reçoit le prix biannuel VPRO des débutants décerné par les Journées de la bande dessinée d'Harlem (nl) à Haarlem pour Steenstof l'année suivante.
Van de Perre utilise la même technique, réalisant des peintures puis les composant sur une page de bande dessinée, pour ses prochaines bandes dessinées, Huishulp et Het graf van de keizer (Bries, 2008).
En 2010, il publie son adaptation en bande dessinée de Les Cahiers de Malte Laurids Brigge du poète Rainer Maria Rilke publié par la maison d'édition Atlas. Avec ce cycle de Rilke, il est un participant important au Festival international de chant grégorien de Watou en 2011.
Il collabore avec l'écrivaine Johanna Spaey (nl) au livre Gewonde Stad sur l'impact de la Première Guerre mondiale sur la ville universitaire de Louvain, publié par De Bezige Bij à Anvers en 2014.
Gérolf s'inspire également de Le Grand Meaulnes, l'unique roman de l'auteur Alain-Fournier. Ce récit d'initiation raconte l'amitié entre le tourmenté et aventureux Meaulnes et le timide François Seurel.
En 2021, il réalise une fresque murale à Louvain en hommage à l'héroïne de la Résistance belge durant la Seconde Guerre mondiale Hortense Daman,,.

### Autres travaux
En 2009, il fait partie des auteurs représentatifs de la nouvelle bande dessinée flamande qui est invitée d'honneur au Festival international de la bande dessinée d'Angoulême en 2009.

### Vie privée
Il vit et travaille à Louvain en 2024.

## Œuvres

### Publications en néerlandais
- Domweg dapper, 2003
- Steenstof, Louvain, Éditions Oogachtend, 2003  (ISBN 9789077549025)
- Huishulp, 2007
- Het graf van de keizer, Éditions Bries, 2008
- The Emperor’s Tomb, Bries, 2009
- Dichter in de massa, Atlas, 2010
- Gewonde stad[9] avec Johanna Spaey (nl), De Bezige Bij, 2014  (ISBN 978-90-8542-523-6)
- Spiegelbeeldessay, Kunsttijdschrift Vlaanderen, 2015
- Le Grand Meaulnes Revisited, Éditions Snoeck, 2016.

### Catalogues d'exposition
- Ceci n'est pas la BD Flamande[10] - La Flandre invitée d'honneur au Festival international de la bande dessinée d'Angoulême, Fonds flamand des lettres, Berchem, 2009
Scénario : Benoît Mouchart, Gert Meesters - Dessin : collectif - Couleurs : quadrichromie,Artistes : Serge Baeken, Randall Casaer, Constantijn Van Cauwenberge, Luc Cromheecke, Reinhart Croon, Steven Dhondt, Kim Duchateau, Brecht Evens, Stijn Gisquière, Inge Heremans, Jeroen Janssen, Philip Paquet, Gerolf Van de Perre, Pieter De Poortere, Olivier Schrauwen, Kristof Spaey, Simon Spruyt, Judith Vanistendael, Marnix Verduyn, Maarten Vande Wiele. (OCLC 901248335)
- Le Grand Meaulnes revisité, Éditions Snoeck, Gand, septembre 2016
Scénario, dessin et couleurs : Gerolf Van de Perre -  (ISBN 9789461613127),(OCLC 1400726476).

### Expositions

#### Expositions personnelles
- Meaulnes[11], Château de Gaesbeek, Lennik, du 8 septembre au 6 novembre 2016
- Fading Mirrors[12], commissariat : Daniela Chirion, Galerie Lloyd, Ostende du 27 janvier au 3 mars 2024.

#### Expositions collectives
- Ceci n'est pas la BD flamande[7], Festival d'Angoulême 2009.
- Ceci n'est pas la BD flamande[13], Louvain du 13 février au 15 avril 2009.
- La nouvelle BD flamande[14], Centre belge de la bande dessinée, Bruxelles, du 19 septembre 2017 au 3 juin 2018.

## Prix et récompenses
- 2004 :  prix biannuel VPRO des débutants décerné par les Journées de la bande dessinée d'Harlem (nl) à Haarlem pour Steenhof[1].

#### Livres
: document utilisé comme source pour la rédaction de cet article.
- Pascal Lefèvre et Patrick Van Gompel, La Nouvelle BD flamande, Berchem, Fonds flamand des lettres, 2003, 56 p., ill. ; 17 cm (OCLC 902348799, présentation en ligne).